# Magnolia (Luisiana)

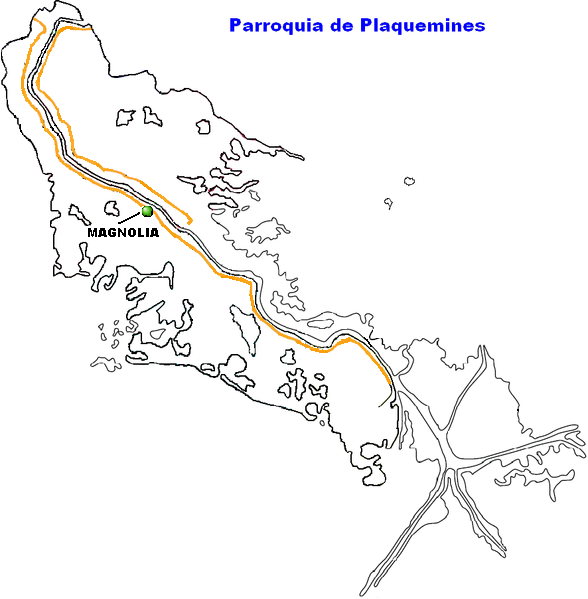
Localización de Magnolia en el mapa de la Parroquia de Plaquemines.

Magnolia es una pequeña localidad ubicada sobre el delta del Misisipi, dentro de la parroquia de Plaquemines, en el estado de Luisiana, Estados Unidos.

## Geografía
El establecimiento de Magnolia se localiza en las siguientes coordenadas a saber: 29°33′16″N 89°46′50″O / 29.55444, -89.78056. Esta comunidad posee sólo dos metros de elevación sobre el nivel del mar, convirtiéndola una zona proclive a las inundaciones. Su población se compone de menos de una docena de habitantes. Esta localidad se encuentra ubicada a unos cincuenta y cuatro kilómetros de Nueva Orleans la principal ciudad de todo el estado, y a 539 kilómetros del aeropuerto internacional más cercano, el (IAH) Houston George Bush Intercontinental Airport.